# Romuald Wrzyszczyński
Romuald Wrzyszczyński (ur. ?) – polski działacz partyjny i państwowy, menedżer, w latach 1975–1982 wicewojewoda zielonogórski.

## Życiorys
Został członkiem Polskiej Zjednoczonej Partii Robotniczej. Przed 1975 pełnił funkcję dyrektora Wydziału Rolnictwa w ramach Urzędu Wojewódzkiego w Zielonej Górze. 1 czerwca 1975 został wicewojewodą zielonogórskim (w ramach nowo utworzonego „małego” województwa), odpowiedzialnym za sprawy rolnictwa. Jesienią 1981 był oddelegowany przez wojewodę Zbigniewa Cyganika do negocjacji w sprawie konfliktu w PGR-ze w Lubogórze pomiędzy stroną rządową a NSZZ „Solidarność”. Ze względu na bierność władz lokalne struktury PZPR postulowały usunięcie go ze stanowiska, co ostatecznie nastąpiło 4 lutego 1982. W III RP zajął się działalnością biznesową, był m.in. akcjonariuszem Pekpolu. Kierował Zakładami Mięsnymi w Przylepie, w 2000 przeszedł na emeryturę.